# Prionus californicus
Prionus californicus är en skalbaggsart som beskrevs av Victor Ivanovitsch Motschulsky 1845. Prionus californicus ingår i släktet Prionus, och familjen långhorningar.
Artens förekommer i Alaska, Kanada, USA och Mexiko. Inga underarter finns listade.

## Bildgalleri

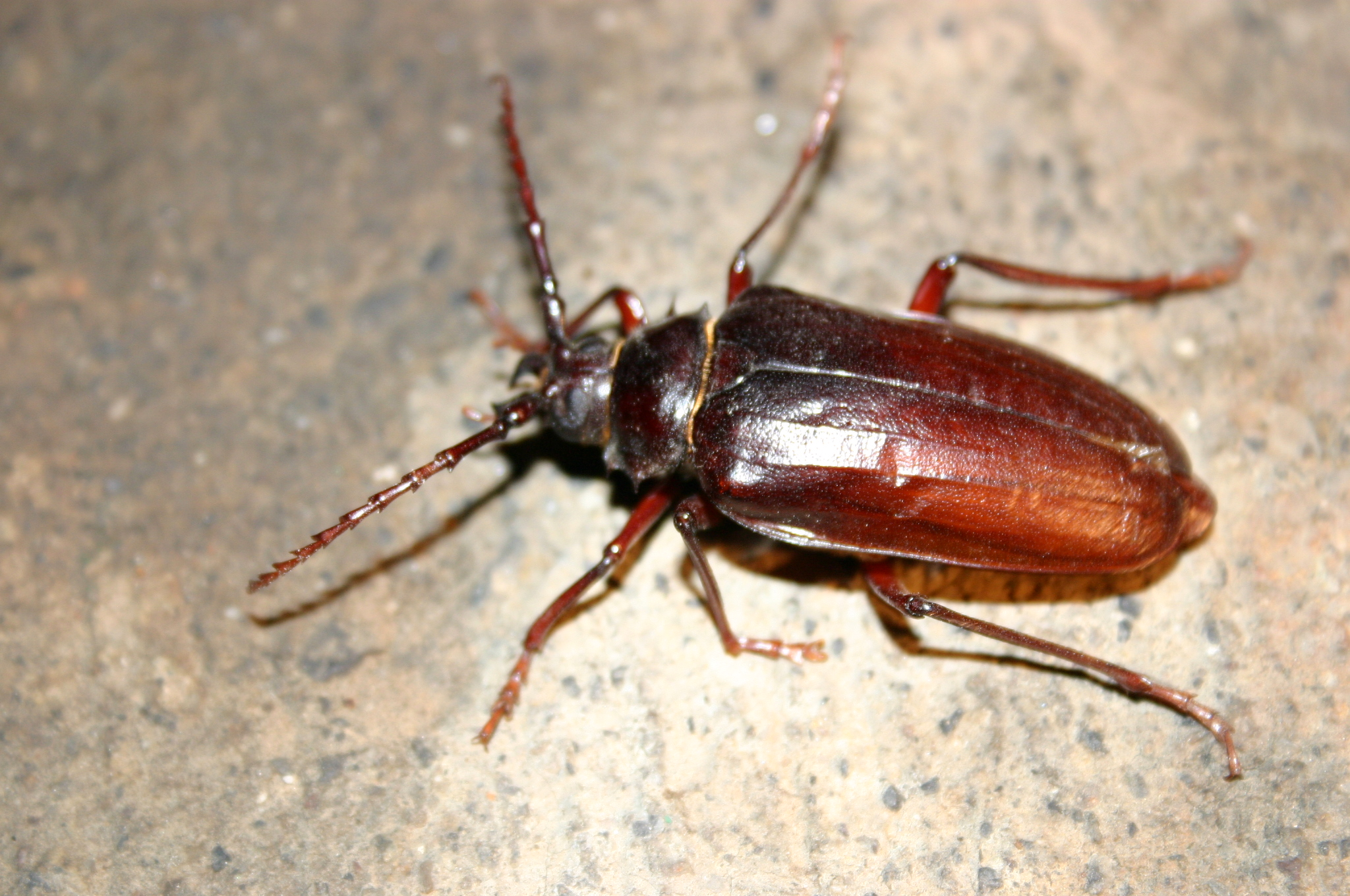